# Секисово
Секисово — деревня в Варгашинском районе Курганской области. Входит в состав Шастовского сельсовета.

## История
До 1917 года входила в состав Шмаковской волости Курганского уезда Тобольской губернии. По данным на 1926 год состояла из 122 хозяйств. В административном отношении входило в состав Шмаковского сельсовета Марайского района Курганского округа Уральской области.

## Население
| 1782 | 1868 | 1912 | 1926 | 1989 | 2002 | 2010 |
| ---- | ---- | ---- | ---- | ---- | ---- | ---- |
| 98   | ↗333 | ↗519 | ↗556 | ↘145 | ↘143 | ↘111 |

По данным переписи 1926 года в деревне проживало 556 человек (259 мужчин и 297 женщин), в том числе: русские составляли 100 % населения.